# Église Saint-Pierre-Saint-Paul de Soudron
Pour les articles homonymes, voir Église Saint-Pierre-et-Saint-Paul.
L'église de Soudron  est une église construite au XIIe siècle, dédiée à saint Pierre et à saint Paul, et située à Soudron dans la Marne, en France.

## Historique
L'église Saint-Pierre remonte au XIIe siècle. De style roman, elle est classée aux Monuments historiques.

## Mobiblier
Elle possède un remarquable retable en pierre polychrome du XVIe siècle, représentant les scènes de la Passion ainsi qu'une poutre de gloire du XVIe siècle.

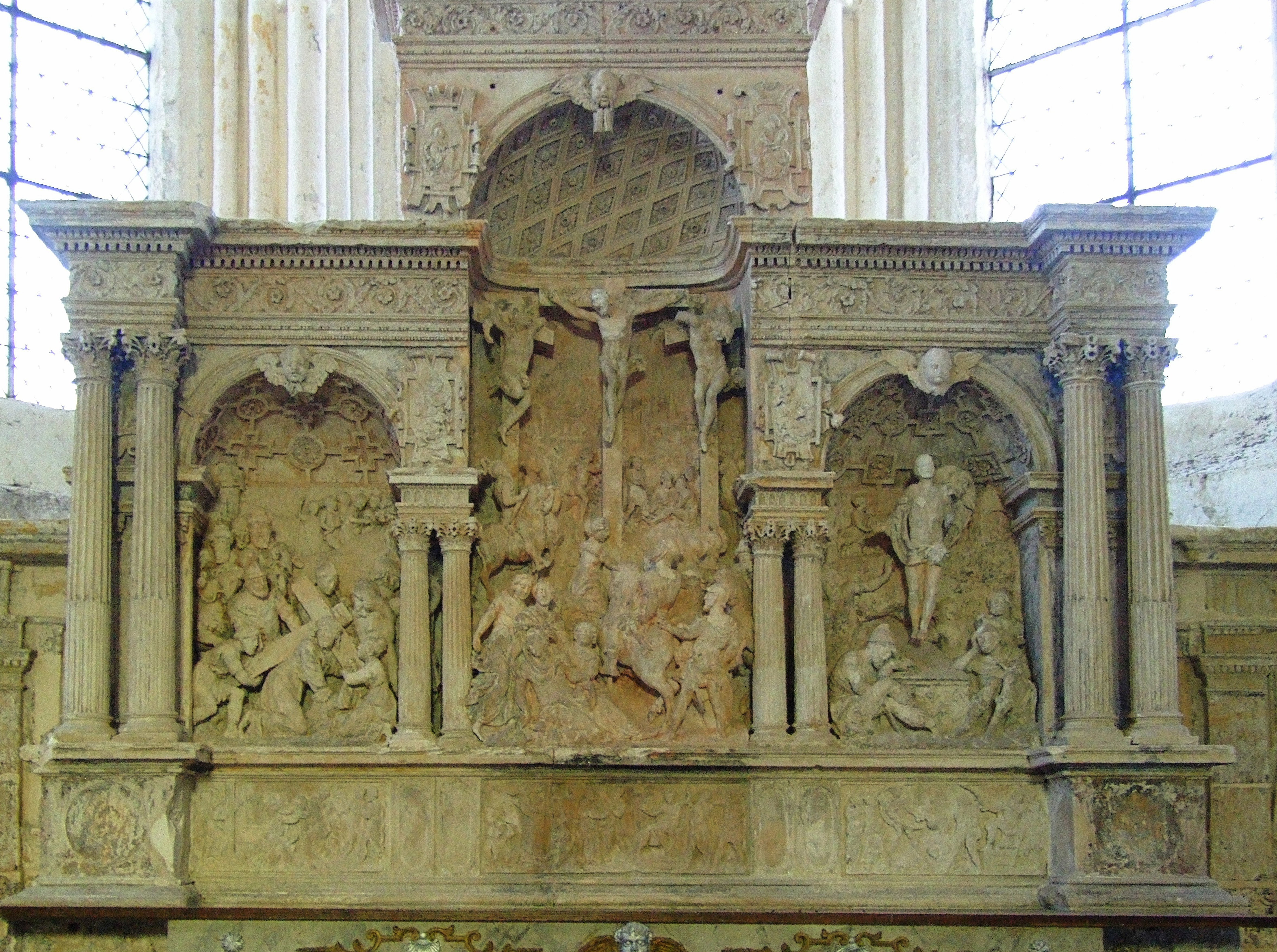
Son retable,
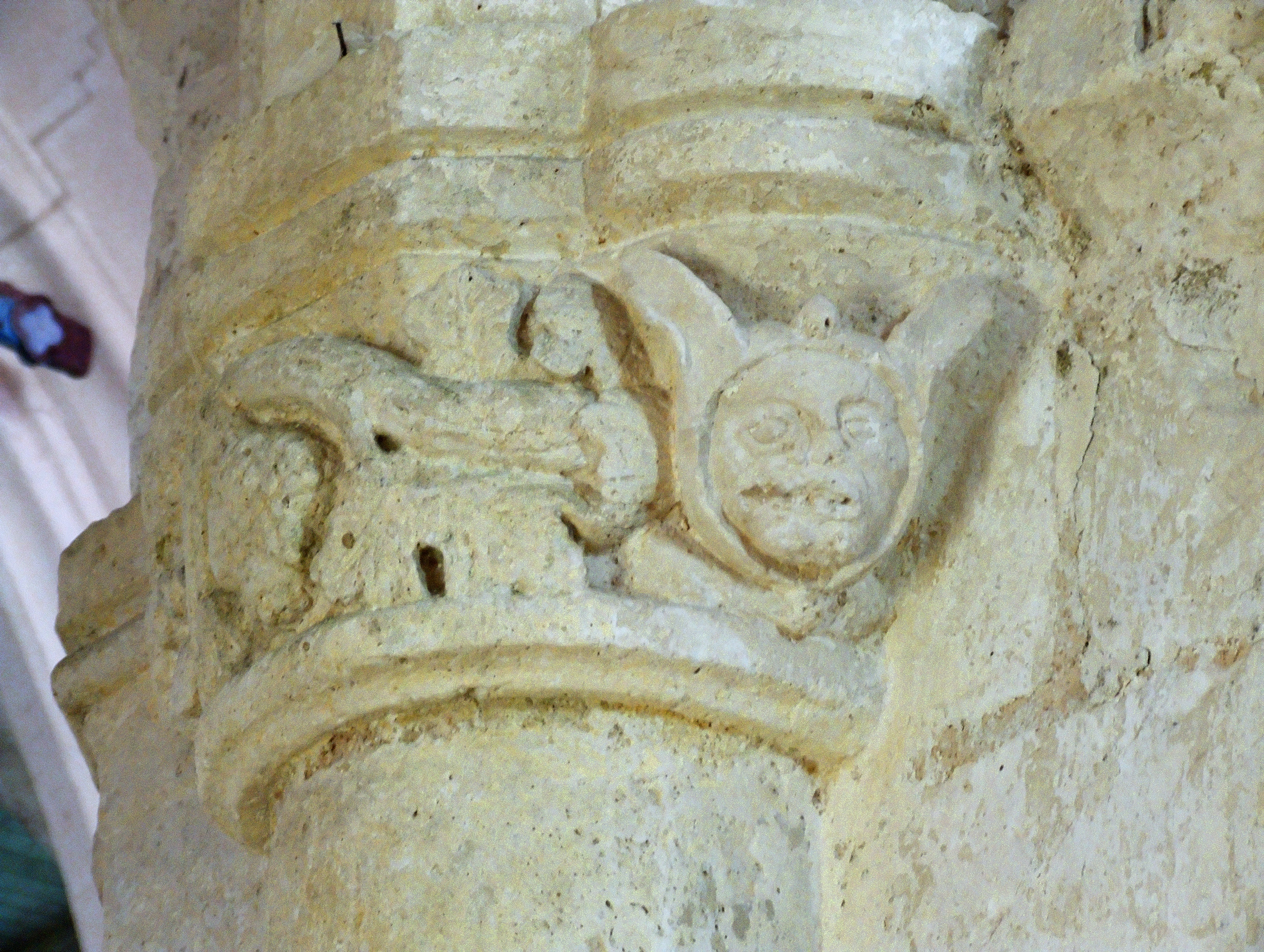
exemple de chapiteau,
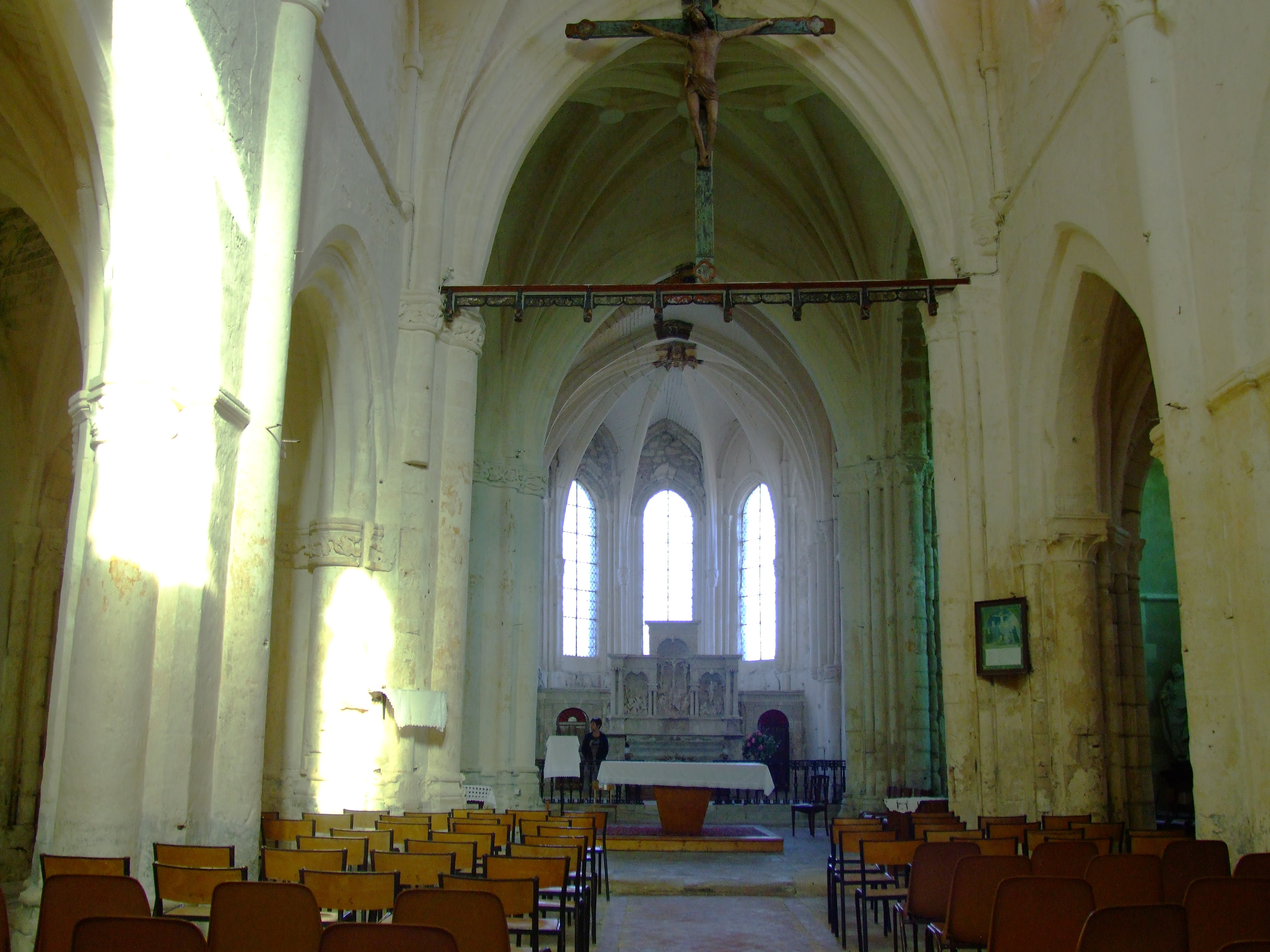
le chœur et la poutre de gloire.